# Linda Peeno
Linda Peeno (...) è una divulgatrice scientifica, medico ed eticista statunitense di Louisville, conosciuta come critica del sistema sanitario degli Stati Uniti d'America e dell'industria della salute relativa.

## Biografia
Linda era impiegata presso la Humana, una compagnia di assicurazioni mediche e direttore medico presso la Blue Cross Shield Association, altra importante compagnia del settore. Linda divenne una accesa oppositrice del sistema sanitario e degli enormi profitti che le loro scelte talvolta disumane garantivano alle compagnie.
Il 30 maggio del 1996, la Peeno testimoniò davanti al Congresso degli Stati Uniti i lati oscuri delle compagnie mediche 
Linda Peeno apparì nel film documentario di Laura Dern, Damage Care, e nel film di Michael Moore Sicko, nel quale sono incluse parti della sua dichiarazione.
Il 28 giugno del 2007, in una dichiarazione su Sicko, la Humana ha dichiarato che la Peeno non è mai stata un'associata dell'organizzazione quanto piuttosto una collaboratrice part-time. Inoltre, la compagnia ha dichiarato che la morte dell'uomo citata nella dichiarazione al congresso è stata causata da un mancato trapianto di cuore che non era compreso comunque nel contratto di assistenza e pertanto è esente da qualsiasi responsabilità.